# 森永卓郎と垣花正の朝はニッポン一番ノリ!
森永卓郎と垣花正の朝はニッポン一番ノリ!（もりながたくろうとかきはなただしのあさはニッポンいちばんノリ!）は、ニッポン放送の平日早朝ニュース・情報ワイドラジオ番組である。

## 概要
ニッポン放送・森永卓郎の朝ニュース番組シリーズのひとつで、メインパーソナリティは経済アナリストの森永卓郎、パーソナリティはニッポン放送の垣花正アナウンサー。ニッポン放送4階の第3スタジオ（通称 レトロスタジオ）から3時間半生放送されていた。2000年代中期のニッポン放送の朝の顔となっていた番組であった。
報道・制作部共同制作の早朝・朝の生放送ニュース・情報ラジオ番組。
『森永卓郎 朝はニッポン一番ノリ!』にもう一人のパーソナリティ「垣花正」の文字が付いて2006年4月3日にスタート。ただし、番組内容はあまり変わらない。
番組の目玉は午前8時のニッポン放送本社ビル玄関前からの放送であった。公開放送も行われた。
ホームページアドレスは「www.1242.com/moritaku/」だったドメインから朝はニッポン一番ノリ!にリニューアルした『森永卓郎 朝はニッポン一番ノリ!』になって「www.1242.com/morinaga/」ドメインへ変更された。
受付メールアドレスは前番組から引き続き
「moritaku@1242.com」を使用。
当番組が終了したため使用を停止したものの、メインパーソナリティだった森永が2025年1月28日に逝去したことに伴い、森永を追悼する緊急追悼特別番組として「泉房穂の情熱ラジオ・情熱ラジオフルスイング ありがとう森永卓郎さん」が同2月8日に編成される事になり、番組最終回以来約17年4ヶ月ぶりに再びこのアドレスの使用が行われた。
2007年秋平日午前時間帯の大幅改編番組見直し「ニッポン放送はじまるよ!」に伴い、2007年9月28日に終了した。

## パーソナリティ・アシスタント
メインパーソナリティ
- 森永卓郎（経済アナリスト、獨協大学教授）

サブパーソナリティ
- 垣花正（当時ニッポン放送アナウンサー、進行・スポーツニュース担当）

アシスタント
- 那須恵理子（当時ニッポン放送アナウンサールーム長、進行・一般ニュース・お天気担当）

## コメンテーター
- 日替わりコメンテーター
  - 月・火曜日:須田慎一郎（ジャーナリスト）
  - 水曜日:高橋和夫（放送大学准教授）
  - 木曜日:浅川博忠（政治評論家）
  - 金曜日:大野元裕（中東調査会上席研究員）
    - その他のコメンテーター
      - 中原英臣（山野美容芸術短期大学教授）
      - 神浦元彰（軍事ジャーナリスト）
      - 杉村富生（経済ジャーナリスト）

※「ニュース一刀両断」「なるほど！ニュースネットワーク」のコーナーに出演。

## リポーター
- 淵澤由樹（飛び出せ街かど天気予報晴々キャスター、2006年4月3日 - 2006年9月29日）
- 徳武樹里（ハッピータウンサーキットリポーター、2006年10月2日 - 2007年9月28日）

## 歴史
2006年
- 4月3日、『森永卓郎 朝はニッポン一番ノリ!』から名前を変え番組開始。
- 4月17日、番組ホームページで「垣花正の日記」が開始。
- 5月26日、5月29日、那須がお休みのため、26日は新保友映アナウンサー、29日は増山さやかアナウンサーが担当。
- 9月8日、羽田空港国内線第1ターミナル、マーケットプレイス2階から公開生放送。森永と垣花が空港から、那須がスタジオから放送した。
- 9月9日、映画『出口のない海』の番組試写会。
- 9月22日、森永が大学のゼミ合宿でお休みのため、石原伸晃衆議院議員が「8時のニッポン放送玄関前」のコーナーを含め番組全体に出演。
- 9月、聞き取り違い版ジングルがニッポン放送携帯電話情報サービスでダウンロードできるようになった。
- 10月2日、「飲酒運転撲滅キャンペーン」がスタート。
- 11月3日、放送終了後、公開イベント「朝はニッポン一番ノリ!ニッポン放送鑑定団!」を開催。
  - ニッポン放送が3日と4日に開催した番組まつり、「ニッポン放送 THEラジオパーク in 日比谷」の一環。午前10時半から正午まで、日比谷公園・小音楽堂ライブステージで行われた。
  - 森永がお宝グッズを公開し、リスナーがお宝や昔のニッポン放送番組の秘蔵テープを持ち寄った。
- 11月13日 - 11月15日、垣花がシルク・ドゥ・ソレイユの最新作『ドラリオン』の親善大使に任命されたためドイツ・フランクフルトに出張。13、14日はフランクフルトから出演。15日は日本に向かう飛行機に乗っているためお休みし、録音で出演。
- 12月25日、『第32回ラジオ・チャリティー・ミュージックソン』のため番組がお休み。午前5時から3人が出演し募金を呼びかけた。

2007年
- 1月1日、正月特番のため番組がお休み。2日から通常放送。
- 1月8日、ニッポン放送イマジンスタジオから公開生放送。
  - 「飲酒運転撲滅キャンペーン標語大賞」が決定、埼玉県久喜市のラジオネームとらちゃんの作品「許しません、勧めるあなた、飲むあなた」となった。
  - 「8時のニッポン放送玄関前」はお休み。
- 2月5日、垣花が和田アキ子に故郷宮古島を案内することになりお休み。代役はなし。
- 2月26日 - 3月2日、垣花がお休みのため、26日から1日はフリーアナウンサー小倉淳が、2日はフジテレビアナウンサー川端健嗣が担当した。
- 3月19日 - 3月23日、那須がお休みのため増山さやかが担当。
- 3月23日、「ドラ☆アナ垣花正と行く ドラリオン応援隊ツアー」。当日の模様は3月26日の「カキハナ調査隊」で報告された。
- 4月9日、「統一地方選開票スペシャル」として一部内容を変更して放送。石原慎太郎東京都知事、都知事選に敗れた浅野史郎、松沢成文神奈川県知事が生出演した。このため「8時のニッポン放送玄関前」はお休みになった。
- 7月2日、番組と扶桑社が共同企画した本『へんなほうりつ』が発売された。番組では5月16日の「カキハナ調査隊」で全国の変わった決まりごとを紹介し、その後も「あなたの周りのヘンな規則・決まりごと」を募集していた。7月25日には垣花が「『へんなほうりつ』垣花正、著者でもないのにサイン会」を行っている。
- 7月18日、垣花が新潟県中越沖地震の被災地である新潟県柏崎市から現地リポート。
- 7月23日、7月24日、5時からの30分間、千葉県から立候補した参議院選挙候補者による政見放送が行われたため、5時30分から放送開始。
- 7月31日、垣花が、新潟県中越沖地震から2週間が過ぎた新潟県柏崎市の被災地から現地リポート。
- 9月7日、羽田空港から公開生放送の予定だったが、台風9号の影響を考え急遽スタジオからの放送となった。番組内容も一部変更され、台風9号の最新情報を中心に放送、羽田空港からは飯田浩司がリポートした。
- 9月10日～9月14日、垣花がお休みのため、10、11、13日は飯田、12日は栗村智、14日は煙山光紀の各アナウンサーが担当。
- 9月24日、番組最後の祝日。この週で終了になってしまうことを惜しむ番組ファンの一般人が過去最高の300人集まった。
- 9月25日、石原伸晃が「なるほど！ニュースネットワーク」に出演。「8時のニッポン放送玄関前」のコーナーにも登場、お天気を読む。
- 9月28日、番組終了。

## タイムテーブル（2006年4月）
- 5:00　オープニング
- 5:03　朝一番の天気予報（担当:那須恵理子）
- 5:05　朝一番のニッポン放送ニュース
- 5:11　朝いち朝刊一番ノリ!
- 5:16　交通情報
- 5:17　スポーツニュース
- 5:23　心のともしび
- 5:28　ニッポン放送ニュース
- 5:30　ニッポン放送天気予報
- 5:33　独占!メジャーリーグTODAY
- 5:37　交通情報（九段センター）
- 5:41　心と体の健康一番ノリ!
- 5:45　おはようリビング
- 5:50　おたより一番ノリ!

- 6:00　今朝一番の話題はこれだ!
- 6:03　ニッポン放送ニュース
- 6:06　今朝一番のスポーツニュースはこれだ！
- 6:08　その他のスポーツニュース
- 6:10　ニッポン放送天気予報
- 6:12　交通情報（九段センター）
- 6:12　森永卓郎 ニュースのツボ
- 6:17　そこが知りたい!カキハナ調査隊
- 6:28　リビングリピート
- 6:30　産経新聞ニュース（担当：報道部デスク、曜日別）
- 6:35　ニュース一刀両断
- 6:42　TOYOTA 飛び出せ街かど天気予報
- 6:47　交通情報
- 6:50　スポーツ新聞一番ノリ!

- 7:00　ニュース一番ノリ!
- 7:03　ニッポン放送ニュース
- 7:08　交通情報（警視庁）
- 7:10　なるほど!ニュースネットワーク（全国ネット）
- 7:24　スポーツ人間模様
- 7:30　森永卓郎 経済コラム（ニッポン放送 ポッドキャスティングステーションでも配信）
- 7:34　交通情報（警視庁・首都高）
- 7:36　那須恵理子のお便り紹介
- 7:38　ハッピーモーニング・鈴木杏樹のいってらっしゃい
- 7:45　ラジオナビ痛快!森永総研
- 7:57　交通情報（警視庁）

- 8:00　8時のトーク〜ニッポン放送玄関前から〜
- 8:01　ニッポン放送ニュース（担当：報道部デスク、曜日別）
- 8:05　おたよりニッポンいち
- 8:10　天気予報
- 8:13　リクエスト一番ノリ!
- 8:20　情報一番ノリ!
- 8:25　交通情報（警視庁）
- 8:28　お便り当選者の発表
- 8:29　エンディング（CM無しで、『うえやなぎまさひこのサプライズ!』に接続）

## タイムテーブル（2006年10月）
- 5:00　オープニング
- 5:03　朝一番の天気予報（担当:那須恵理子）
- 5:05　朝一番のニッポン放送ニュース
- 5:11　朝いち朝刊一番ノリ!
- 5:16　交通情報
- 5:17　スポーツニュース
- 5:23　心のともしび
- 5:28　ニッポン放送ニュース
- 5:30　ニッポン放送天気予報
- 5:33　那須恵理子の思い出の歌リクエスト
- 5:36　独占!メジャーリーグTODAY
- 5:40　交通情報（九段センター）
- 5:41　心と体の健康一番ノリ!
- 5:45　おはようリビング
- 5:50　おたより一番ノリ!

- 6:00　今朝一番の話題はこれだ!
- 6:03　ニッポン放送ニュース
- 6:06　今朝一番のスポーツニュースはこれだ!
- 6:08　その他のスポーツニュース
- 6:10　ニッポン放送天気予報
- 6:12　交通情報（九段センター）
- 6:12　森永卓郎 ニュースのツボ
- 6:17　そこが知りたい!カキハナ調査隊
- 6:28　リビングリピート
- 6:30　産経新聞ニュース（担当：報道部デスク、曜日別）
- 6:35　ニュース一刀両断
- 6:42　飛び出せ街かど天気予報
- 6:47　交通情報（警視庁）
- 6:50　スポーツ新聞一番ノリ!

- 7:00　ニュース一番ノリ!
- 7:03　ニッポン放送ニュース
- 7:08　交通情報（警視庁）
- 7:10　なるほど!ニュースネットワーク（全国ネット）
- 7:24　スポーツ人間模様
- 7:30　森永卓郎 経済コラム（ニッポン放送 ポッドキャスティングステーションでも配信）
- 7:34　交通情報（警視庁・首都高）
- 7:36　那須恵理子のお便り紹介
- 7:38　ハッピーモーニング・鈴木杏樹のいってらっしゃい]
- 7:45　ラジオナビ 痛快!森永総研
- 7:57　交通情報（警視庁）

- 8:00　8時のトーク〜ニッポン放送玄関前から〜
- 8:01　ニッポン放送ニュース（担当：報道部デスク、曜日別）
- 8:05　おたよりニッポンいち
- 8:10　天気予報
- 8:13　リクエスト一番ノリ!
- 8:20　情報一番ノリ!
- 8:25　交通情報（警視庁）
- 8:28　お便り当選者の発表
- 8:29　エンディング（CM無しで、『うえやなぎまさひこのサプライズ!』へ）

## タイムテーブル（2007年7月）
- 5:00　オープニング（担当：森永、垣花）
- 5:04　朝一番のニッポン放送ニュース（担当：報道部デスク、曜日別）
- 5:08　朝一番の天気予報（担当：那須）
- 5:11　朝いち朝刊一番ノリ!（担当：森永、垣花）
- 5:16　交通情報（担当：垣花）
- 5:17　スポーツニュース（担当：垣花）
- 5:23　心のともしび（録音）
- 5:28　ニッポン放送ニュース（担当：那須）
- 5:30　ニッポン放送天気予報（担当：那須）
- 5:33　那須恵理子の思い出の歌リクエスト（担当：那須）
- 5:36　独占!メジャーリーグTODAY（シーズン時のみ、担当：垣花）
- 5:40　交通情報（九段センター）（担当：垣花）
- 5:41　心と体の健康一番ノリ!（録音）（担当：森永、那須、コメンテーター）
- 5:43　ニッポン放送ニュース（担当：那須）※2007年7月 - 終了まで
- 5:45　おはようリビング（担当：森永、垣花、那須）
- 5:50　おたより一番ノリ!（2007年7月まで垣花と那須が担当）→お出かけ一番ノリ!（担当：那須）

- 6:00　今朝一番の話題はこれだ!（担当：森永、垣花、那須）
- 6:03　ニッポン放送ニュース（担当：那須）
- 6:06　今朝一番のスポーツニュースはこれだ!（担当：垣花）
- 6:08　その他のスポーツニュース（担当：垣花）
- 6:10　ニッポン放送天気予報（担当：那須）
- 6:12　交通情報（九段センター）（担当：垣花）
- 6:12　森永卓郎 ニュースのツボ（担当：森永、垣花）
- 6:17　そこが知りたい!カキハナ調査隊（担当：垣花、森永、那須）
- 6:28　リビングリピート（担当：垣花、那須、森永）
- 6:30　産経新聞ニュース（担当：報道部デスク、曜日別）
- 6:35　ニュース一刀両断（担当：森永、垣花、コメンテーター）
- 6:42　ハッピータウンサーキット（担当：徳武、垣花）
- 6:45　ニッポン放送ニュース（担当：那須）※2007年7月 - 終了まで
- 6:47　交通情報（警視庁）
- 6:53　スポーツ新聞一番ノリ! （担当：垣花、那須）

- 7:00　ニュース一番ノリ!（担当：森永、垣花、那須）
- 7:03　ニッポン放送ニュース（担当：一般ニュース・那須、スポーツニュース・垣花）
- 7:08　交通情報（警視庁）
- 7:10　なるほど!ニュースネットワーク（全国ネット）（担当：森永、コメンテーター、那須）
- 7:24　スポーツ人間模様（担当：那須→垣花）
- 7:30　森永卓郎 経済コラム（ニッポン放送 ポッドキャスティングステーションでも配信）（担当：森永、那須）
- 7:36　交通情報（警視庁・首都高）
- 7:38　ニッポン放送ニュース（担当：那須）※2007年7月 - 終了まで
- 7:40　ハッピーモーニング・鈴木杏樹のいってらっしゃい（録音）
- 7:45　ビジネスサポート 痛快!森永総研（担当：森永、垣花）
- 7:57　交通情報（警視庁）（担当：那須）

- 8:00　8時のトーク〜ニッポン放送玄関前から〜（担当：森永、垣花）
- 8:01　ニッポン放送ニュース（担当：報道部デスク、曜日別）
- 8:05　おたよりニッポンいち（担当：森永、垣花、那須）
- 8:10　天気予報（担当：那須）
- 8:13　格差川柳→メタボリック川柳（担当：森永、垣花、那須）
- 8:16　リクエスト一番ノリ!→8時のリクエスト（担当：森永、垣花、那須）
- 8:20　情報一番ノリ!（担当：那須）
- 8:25　交通情報（警視庁）（担当：垣花）
- 8:28　おたより当選者の発表（担当：森永、垣花、那須）
- 8:29　エンディング（担当：森永、垣花、那須）（CM無しで『うえやなぎまさひこのサプライズ!』へ）

## コーナー補足
- 「おたより一番ノリ!」「おたよりニッポンいち」では、おたよりが読まれた方全員に番組オリジナルグッズ（「一番ノリ」「ポストカード」、2007年4月から「カードケース」、その後「エコトートバッグ」など）がプレゼントされた。さらにそれぞれ抽選で一人に5000円が送られている。（おたよりが一人しか採用されなかった場合、その人が自動的に当選した。）

- 2007年4月13日から毎週金曜日の「8時のリクエスト」が「あなたのメモリアルリクエスト」と題され、忘れられない記念日や旅の思い出がリクエストとともに募集された。採用者には2万円の旅行券が送られている。

- 各時間のニッポン放送ニュースには面白い点がある。どの時間のものも始まるときにはBGMが流れるのだが（産経新聞ニュースも）、ニュースを読み上げている時と全ニュースを読み上げ終わった時もBGMが流れるのは、担当が那須アナの6:03と7:03だけである（2007年7月以降は5:43、6:53、7:38も）。他の時間のニッポン放送ニュースと産経新聞ニュースは、ニュースを読み上げている時と読み終わった後のBGMがない。前述どおり、2007年7月から5:43、6:53、7:38にも那須が担当のニッポン放送ニュースが追加された。

- 「なるほど！ニュースネットワーク」のコーナーは前身番組・前々番組の『森永卓郎の朝はモリタク!もりだくSUN』時代から3年半継続。

- 「TOYOTA スポーツ人間模様」のコーナーのタイトルコールは当初から森永。コーナー説明（説明は「トップアスリートたちの華やかな影に隠された人間模様をご紹介しています」）・TOYOTAのスポンサー紹介は当初は「〜お送りします・〜お送りしました」両方、那須が担当していたが、2006年5月8日から「〜お送りします」のほうは垣花の担当に変わった（「〜お送りしました」のみ、那須が引き続き継続担当）。ただし、コーナー内容の紹介は当初（『森永卓郎 朝はニッポン一番ノリ!』時代）から垣花が引き続き継続担当。

- 『森永卓郎 朝はニッポン一番ノリ!』から継続のコーナー「キーワードクイズ」では、森永が6時半頃にキーワードを発表。メールに書いて送ると、その日の放送中にプレゼントの当選者が発表された。しかし2006年8月に行われなくなり、代わって「国民大投票」が始まった。

- 「国民大投票」のコーナーでは、5時台途中にテーマを発表。メール・FAX・ニッポン放送ツールバーからリスナーに投票してもらって（ニッポン放送ツールバーのみの場合もあり）ニュースに対するアンケートをとり、7:00のタイトルジングル・挨拶後に垣花が票の割合を発表した。その結果は全国放送の「なるほど!ニュースネットワーク」の他、産経新聞や夕刊フジやスポーツ新聞に採用されることがあった。ただ、番組が終了する2007年9月28日より一足早く9月13日で終了した。

- 2006年6月からスペシャルウィークの2週間に「千葉の味覚プレゼント」が行われるようになった。5時台にかかる1曲目をはがきに書いて応募し、当選すると千葉産の食べ物が送られている。さらに2007年9月10日から番組終了となる9月28日までの3週間は「番組フィナーレ大感謝企画　千葉県の美味しいものプレゼント」（当初は「美味しいちば おすそわけプレゼント」だったが、9月12日に番組終了が発表されてから名称変更）として、曲名を書かなくても応募できた。当選者は応募から1週間後の放送で発表されていたが、最終週分のみ発送をもって発表に代えられている。

- 2006年10月頃から「おたよりニッポンいち」で、「ちょい不良（わる）オヤジとパーフェクトオヤジの見分け方」が自然発生的に盛り上がり、大量のおたよりが寄せられた。そして12月11日～12月15日の「ちょい不良（わる）オヤジとパーフェクトオヤジの見分け方グランプリ2006冬　新たなる戦い　頂上決戦!!略してP1グランプリ」で大団円を迎えた。
  - パーフェクトオヤジとは森永に代表される典型的なオヤジのこと。番組では敬意を払いPOと略している。

- 2007年になるとネタはがきコーナーが正式に始まり、「ウソのようなホントの話」（番組ホームページでの募集は1月8日から）「言い間違えエピソード」（同1月11日）「格差川柳」（同3月2日）を経て、最後は「メタボリック川柳」（同3月28日）が番組終了まで募集された。

- 開始当初からの人気コーナーである「8時のトーク〜ニッポン放送玄関前から〜」のコーナーでは、午前8時にメインパーソナリティの森永と垣花アナがニッポン放送玄関前から中継しお天気を伝えつつ、リスナー（一般人）と約5〜10分間ほど交流するという（末期は時間がなく、ほとんど3〜4分程度であった）、朝のニュース・情報ワイドラジオ番組としては斬新な方法が採られた。
  - 基本的に最初のインタビュアーは垣花だが、森永が最初に話すこともあった。森永は垣花が話した後に話したり、ツッコミを入れたりすることが多かった。
  - 当番組の主な聴取圏である関東地方を中心とした各地から毎回、当番組を聴取している一般人がニッポン放送の玄関前に駆けつけた。基本的には関東在住の通勤途中のサラリーマンが多いが、祝日や振り替え休日には女性や子供が訪れることも多かった。
  - 番組最終回の2007年9月28日金曜日には終了を惜しむリスナーが車道にあふれるほど殺到したため、急遽ニッポン放送玄関内の受付前で最後の「玄関前から」のコーナーが行われた。普段はスタジオで待っている那須も特別に参加し、コーナーの最初に挨拶して森永・垣花に軽くツッコミをいれたりして楽しんだ後しばらくしてから一足先にスタジオへ戻っている。

- スポーツ新聞一番ノリ!で使用されたBGMは、「GLORY」（CASIOPEA、1993年のアルバム『DRAMATIC』に収録。なお同曲は現在オールスター感謝祭（TBS系列）のルール説明BGMとして使われている他、かつては1998年10月から2009年3月まで、TBSラジオの荒川強啓 ディ・キャッチ!内コーナー・うわさの調査隊でも使用されていた）。

## 特別編成
- 2007年2月19日 - 2月23日までは『朝は4時半 一番ノリ!思い出の童謡・唱歌特集』を4:30～5:00で放送した（パーソナリティは那須恵理子のみ）。

## 他の媒体での紹介
- 雑誌『日経ビジネス』2007年2月19日号の特集「スペシャルリポート見えざる消費　統計には表れぬ活況」において、ラジオショッピングの好例として当番組の「おはようリビング」が取り上げられた。記事には、スタジオで2007年1月18日の商品であったズワイガニのしゃぶしゃぶを食べる森永、垣花、那須の写真も掲載されている。写真によると、しゃぶしゃぶ用のカセットコンロと鍋があり、各人にはカニの天ぷらと雑炊も用意されていた。
- 2007年4月24日、フジテレビの『FNNスーパーニュース』でおはようリビングについて特集された。

## 番組本
- 「へんなほうりつ」（のり・たまみ著、扶桑社、ISBN 978-4594054021）